# Спрезијано
Спрезијано (итал. Spresiano) је насеље у Италији у округу Тревизо, региону Венето.
Према процени из 2011. у насељу је живело 10287 становника. Насеље се налази на надморској висини од 54 м.

## Становништво
Према резултатима пописа становништва 2011. у општини је живело 11.659 становника.
| 1931. | 1936. | 1951. | 1961. | 1971. | 1981. | 1991. | 2001. | 2011.  |
| ----- | ----- | ----- | ----- | ----- | ----- | ----- | ----- | ------ |
| 6.086 | 6.119 | 6.814 | 7.011 | 7.914 | 8.652 | 8.658 | 9.251 | 11.659 |